# The Hunt for Eagle One
The Hunt for Eagle One is een Amerikaanse film uit 2006 van regisseur Brian Clyde.

## Verhaal
Generaal Frank Lewis leidt een controversiële missie met als doel terroristen op te sporen die zich schuilhouden bij Filipijnse rebellen. Maar tijdens de missie worden helikopterpilote Amy Jennings en haar team neergeschoten boven vijandelijke gebied. Lewis zet zijn beste man, luitenant Matt Daniels, in om haar te bevrijden. Daniels moet diep in het gebied van de vijand doordringen om haar te vinden. Ondertussen is Jennings erachter gekomen dat de terroristen die haar gevangen houden in het bezit zijn van een geheim laboratorium om miltvuur te maken.

## Rolbezetting
- Mark Dacascos als luitenant Matt Daniels
- Theresa Randle als kapitein Amy Jennings
- Rutger Hauer als generaal Frank Lewis
- Joe Suba als kapitein Seth Cooper
- Zach McGowan als specialist Hank Jackson
- Joe Fozzy als specialist Jeff Parker
- Rey Malonzo als luitenant Narcisco Montalvo
- Ricardo Cepeda als majoor Aginaldo
- Joe Mari Avellana als generaal Romero Panlilio
- Ronald Asinas als sergeant Tonito Bangayan
- Robert Escutin als korporaal J.P. Daomilas
- Jerry Corpuz als soldaat Amador Magtuto
- Troy de Guzman als soldaat Marvello Abaya
- Reiven Bulado als soldaat Don Tubayan
- Joel Giray als soldaat Benito Duran
- Monsour Del Rosario als luitenant Herman Reyes
- Jojo De Leon als Abubakar Al Hassan
- Manny Samson als Jalal